# John Steegh
John Pius René Marie Steegh (Venlo, 21 september 1953) is een Nederlands politicus van GroenLinks, en daarvoor van de PPR. Hij was onder andere hoogheemraad van Rijnland en wethouder van Leiden.

## Biografie
Steegh groeide op in een katholiek gezin. Na het hbs-B aan het Thomas College in Venlo tussen 1965 en 1971, studeerde Steegh tussen 1971 en 1978 rechten aan de Katholieke Universiteit Nijmegen. Hij specialiseerde zich in bestuursrecht, staatsrecht en rechtsfilosofie. In 1978 studeerde hij een semester stadssociologie aan de École pratique des hautes études in Parijs.
Steegh werd tijdens zijn studie rechten politiek actief bij de Politieke Partij Radikalen (PPR). Hij was tussen 1975 en 1978 bestuurslid en later voorzitter van de afdeling Nijmegen en fractie assistent van de gemeenteraadsfractie.
Nadat hij uit Parijs terugkwam, verhuisde Steegh eind jaren zeventig naar Leiden. Hij werkte vanaf 1978 bij het ministerie van Binnenlandse Zaken, eerst als wetgevingsjurist en later als afdelingshoofd en coördinator van verschillende projecten, met name op het gebied van informatiebeleid. Naast zijn baan volgde hij tussen 1989 en 1991 volgende hij een Master of Information Management aan Washington University St. Louis en het Tilburgs Instituut voor Academische Studies.
Tussen 1982 en 1991 was Steegh lid van de Provinciale Staten van Zuid-Holland. Hij werd verkozen op een gezamenlijke lijst van de PPR, de Pacifistisch Socialistische Partij (PSP) en de Communistische Partij van Nederland (CPN), die vanaf 1989 samen met de Evangelische Volkspartij (EVP) GroenLinks vormden. Hij was woordvoerder op het gebied van onder andere milieu, water en recreatie. Sinds 1987 was hij fractievoorzitter.
Tussen 1995 en 1999 was Steegh lid van de Verenigde Vergadering van hoogheemraadschap van Rijnland. Vervolgens werd hij hoogheemraad en later loco-dijkgraaf van dit hoogheemraadschap. Hij was onder andere verantwoordelijk voor waterkwaliteit, afvalwaterketen en stedelijke waterplannen. Hij richtte als hoogheemraad de Vereniging Belangenbehartiging Dagelijks bestuurders van waterschappen op.
Vanaf 2006 was Steegh wethouder in Leiden voor GroenLinks. Hij had als portefeuille verkeer en milieu en was coördinerend wethouder regiozaken. Hij was de enige GroenLinks wethouder in Leiden. Daarnaast was hij derde loco-burgemeester tussen 2006 en 2008. Toen het college van burgemeester en wethouders viel omdat de twee wethouders van de Socialistische Partij aftraden, werd er een nieuw college gevormd. In dat nieuwe college werd Steegh vierde locoburgemeester. Als wethouder kreeg Steegh met name te maken met de RijnGouwelijn. Op 11 januari 2010 trad Steegh af naar aanleiding van een conflict in de coalitie over de aanleg van een parkeergarage.
Eind 2013 werd Steegh voorzitter van Water Natuurlijk, de grootste waterschapspartij in Nederland. Bij de tweede directe lijstverkiezingen voor waterschappen op 19 maart 2015 behaalde zijn partij de meeste zetels (89) in de 23 waterschappen met bijna 20% van de stemmen.

## Voetnoten
1. ↑  Wethouder Steegh treedt af op leidschdagblad.nl